# Morris Steinert
Pour les articles homonymes, voir Steinert (homonymie).
Morris Steinert (1831-1912) est un commerçant en pianos et collectionneur d'instruments de musique américain, allemand d'origine.

## Biographie
Morris Steinert est né à Scheinfeld en Bavière et montra très tôt des dispositions pour la musique. Le vieil organiste local, un certain Dazian, lui en apprit les rudiments, sur un clavicorde.
Il émigra aux États-Unis et y fonda à New Haven une très florissante entreprise de commerce de pianos. Lors d'un voyage en Europe, il retourna à Scheinfeld ou il put retrouver le clavicorde de son enfance, qu'il racheta, avec de nombreux autres instruments (violoncelle, violons et violes) : ce fut le début du rassemblement d'une collection importante, continuée lors d'autres voyages en Europe. 
Steinert était intéressé par les instruments anciens mais tenait à les restaurer pour qu'ils soient en état de fonctionner ; contrairement aux idées du temps, il considérait que ces instruments étaient plus appropriés que les nouveaux pour l'interprétation des œuvres de leur époque. 
Il sillonna les États-Unis en organisant des concerts, donnant des conférences, exposant les instruments de sa collection dans de grandes expositions 
internationales, par exemple à Vienne en 1892 ou à Chicago lors de l'Exposition universelle de 1893.
Il continua à donner des conférences pendant plusieurs années, en particulier dans les universités et écoles de musique de l'est des États-Unis, et en 1900 fit don d'une quarantaine d'instruments de sa collection à l'école de musique de l'université Yale, point de départ de l'importante collection de cette institution.

## Sources bibliographiques
- (en) Larry Palmer, Harpsichord in America : A Twentieth-Century Revival, Bloomington & Indianapolis, Indiana University Press, 1989, 202 p. (ISBN 0-253-20840-8), pp.8-11
- (en) Edward L. Kottick, A history of the harpsichord, Bloomington, Indiana University Press, 2003, 1re éd., 557 p. (ISBN 0-253-34166-3, lire en ligne), pp. 399-400